# تياغو ناسيمنتو دوس سانتوس
تياغو ناسيمنتو دوس سانتوس (بالبرتغالية: Thiago Nascimento dos Santos‏) هو لاعب كرة قدم برازيلي في مركز الهجوم، ولد في 15 أبريل 1995 في Mari, Paraíba ‏ في البرازيل. لعب مع نادي فلامنغو.

## وصلات خارجية
- تياغو ناسيمنتو دوس سانتوس على موقع قاعدة بيانات كرة القدم.إي يو (الإنجليزية)
- تياغو ناسيمنتو دوس سانتوس على موقع Soccerway.com (الإنجليزية)
- تياغو ناسيمنتو دوس سانتوس على موقع عالم كرة القدم.نت (الإنجليزية)